# 히노 사토시 (배우)
히노 사토시(일본어: 飛野 悟志, 1962년 2월 10일 ~)는 일본의 배우 잊자 감독으로, 교토부 출신이다.